# Маяк (альбом)
«Маяк» — четвёртый студийный альбом группы «Операция Пластилин». Выпуск альбома состоялся на лейбле Soyuz Music 19 октября 2015 года.

## Информация об альбоме
Альбом записывался с июля по август в тамбовской студии «Джокер» со звукорежиссёром Дмитрием Корякиным и в московской студии «АиБ» с Сергеем Левченко при непосредственном участии самих музыкантов. Мастеринг и сведение альбома проходило в сентябре в студии Dreamport в Москве под руководством Алексея Мерганова. Мастеринг и сведение синглов проводилось в Польше в студии Mitranom Studio. В черновом варианте название альбома и одноимённой песни имели другие названия и другой формат альбома. Первоначально «Маяк» задумывался как мини-альбом в который будут включены три новых песни и четыре старых перезаписанных в новом звучании но в процессе записи были написаны ещё песни поэтому группа решила выпустить полноформатный альбом. Обложка альбома «Маяк» является отсылкой к обложке стихотворения Маяковского «Эта книжечка моя про моря и про маяк» за авторством Бориса Покровского. На обложке изображен «2010» год в интервью RockShip Анатолий Царёв пояснил:
Этот Маяк был заложен в 2010 году, когда после долгих внутренних терзаний мы решили все же реанимировать группу и продолжить деятельность Операции Пластилин. — Анатолий Царёв
Композиция «Тем, кто слышит и чувствует» Анатолий Царёв посвятил слушателям «Операция Пластилин». Некоторые песни были взяты со старых релизов группы и перезаписаны в новых аранжировках а именно «Государство», «Фестиваль пакетов» были взяты с альбома 2007 года «Своими словами» песня «Ложь» с альбома «Операция Пластилин» 2009 года. В композиции «Маяк» есть отсылка к поэту 20 века турецкого происхождения Назыму Хикмету. В композиции «Безусловная любовь» присутствует прямая цитата из евангельского «Послание к Колоссянам» апостола Павла — «Более всего облекитесь в любовь» глава 3: стих 14. Песня «В пене времени» отсылает к фильму «Пена дней» 2013 года. Альбом «Маяк» является первый альбом изданным официально на лейбле Soyuz Music. Оформлением и дизайном занималась художница из Воронежа Екатерина Орлова при непосредственном участии Анатолия Царёва. В 2015 году Анатолию позвонил генеральный директор лейбла Soyuz Music Алексей Аляев с предложением заключить контракт на издание релизов группы «Операция Пластилин». Презентация альбома прошла в Москве в одноимённом клубе 5 ноября и в Санкт-Петербурге в клубе Zoccolo 2.0 6 ноября 2015 года. На презентации в Москве присутствовала группа Vespercellos отыграв три песни на одной сцене.

## Критика
«Маяк» начинается с мрачного стихотворного полотна «Гиганты», способного отпугнуть впечатлительного слушателя. К счастью, стихи на этом заканчиваются, и всё-таки начинаются песни: стремительный трек «Маяк» радует как отчаянными интонациями солиста, в этот момент напоминающего Тэма Булатова из «Люмена», так и взвинченной скрипкой в аранжировке. В «Я на качелях» в палитру добавляются буйнопомешанные клавишные, недурно украшающие песню. Хорош и трек «Танцевать!» — он о том, как можно выплёскивать молодёжную агрессию, — и резко-мелодичная «Безусловная любовь» с уместными женскими партиями.
К середине альбома у «Пластилина» резко идёт на спад количество аранжировочных новаций, зато на первый план выходит протестная ярость, свойственная альтернативной музыке. Если в «Тем, кто слышит и чувствует» протест звучит всё-таки слегка абстрактно, то «Тяга к свободе (крепче всех тюрем)» выглядит более адресно — но Роскомцензуре можно не беспокоиться, потому что речь в песне идёт о международных практиках борьбы за свободу и методов подавления этой борьбы. После проникновенно-лиричной «В пене времени» группа, правда, сбрасывает осторожные маски и оставляет на финал диска злющие треки «Фестиваль пакетов», «Государство» и «Ложь».
— Алексей Мажаев, InterMedia

## Список композиций
Все тексты написаны Анатолием Царёвым, вся музыка написана группой «Операция Пластилин».
| №                   | Название                             | Длительность |
| ------------------- | ------------------------------------ | ------------ |
| 1.                  | «Гиганты»                            | 5:10         |
| 2.                  | «Маяк»                               | 4:15         |
| 3.                  | «Я на качелях»                       | 3:42         |
| 4.                  | «Танцевать!»                         | 3:25         |
| 5.                  | «Безусловная любовь»                 | 4:28         |
| 6.                  | «Тем, кто слышит и чувствует»        | 3:05         |
| 7.                  | «Тяга к свободе (Крепче всех тюрем)» | 2:53         |
| 8.                  | «Наш Прайд»                          | 3:38         |
| 9.                  | «В пене времени»                     | 3:51         |
| 10.                 | «Фестиваль пакетов»                  | 2:42         |
| 11.                 | «Государство»                        | 3:50         |
| 12.                 | «Ложь»                               | 3:29         |
| Общая длительность: | Общая длительность:                  | 44:29        |

## Участники записи
| Операция Пластилин - Анатолий «рйн» Царёв — вокал, гитара. - Екатерина «Кошка» Цион-княжева — скрипка, бэк-вокал. - Иван «Вано» Клюшин — гитара, бэк-вокал. - Алексей «Фронтмен» Разумов — бас-гитара, бэк-вокал. - Анастасия Уварова — клавишные, бэк-вокал. - Сергей «Зима» Зимарин — ударные. | Технический персонал - Дмитрий Корякин — запись. - Сергей Левченко — программирование, синтезаторы, семплинг. - Алексей Мерганов — сведение, мастеринг. - Екатерина Орлова — дизайн-оформление. - Тоня Radio More — фотограф. |